# Дубодєлов Віктор Іванович
Ві́ктор Іва́нович Дубодє́лов (* 1939) — український науковець у галузі металургії та технології металів, професор (1998), доктор технічних наук (1991), академік НАНУ (2012), лауреат Державної премії України в галузі науки і техніки (2008), заслужений діяч науки і техніки України лауреат (2017), лауреат премії НАН України імені З. І. Некрасова (2005).

## З життєпису
Народився 1939 року у Полтаві. 1962-го закінчив Харківський політехнічний інститут і від того часу працює у Фізико-технологічному інституті металів та сплавів НАН України; протягом 1983—1985 та 1989—1991 років — завідувач лабораторії, у 1985—1989-х — заступник директора, з 1991 року — завідувач відділу магнітної гідродинаміки.
Травнем 1991-го захистив науковий ступінь доктора технічних наук, спеціалізація «металургія чорних металів».
В грудні 1998 року здобув вчене звання професора.
З квітня 2004-го — завідувач відділу, Фізико-технологічний інститут металів та сплавів.
Лауреат Премії імені З. І. Некрасова 2005 року; робота «Розробка технологій та магнітодинамічного обладнання для дозованого розливання залізовуглецевих розплавів».
Лауреат Державної премії України в галузі науки і техніки (2008) — за розробку та впровадження нових способів і технологій фізико-хімічної обробки, розливання міді та її сплавів, одержаних з відходів, і виготовлення з них деформованих профілів та напівфабрикатів; співавтори Іванченко Василь Якович, Кваченюк Микола Євгенович, Кожанов Володимир Андрійович, Нарівський Анатолій Васильович, Савєнков Юрій Дмитрович, Шинкаренко Павло Семенович, Шпаківський Володимир Олександрович.
Від квітня 2012 року — академік НАН України відділення фізико-технічних проблем матеріалознавства, спеціальність — матеріалознавство й технологія функціональних матеріалів.
Наукові напрями:
- дослідження міжфазної взаємодії та процеси тепломасообміну в багатофазних металевих системах за умов зовнішнього електромагнітного впливу
- розробка наукових засад принципово нових технологічних процесів та спеціального магнітогідродинамічного обладнання — для виготовлення, рафінування та модифікування сплавів.

Серед робіт:
- « Магнітодинамічні насоси для рідких металів», 1989 (співавтор)
- «Дослідження впливу перемінного магнітного поля на дифузію в розплавах Al–Fe», 1996 (співавтор)
- «Стан та перспективи розвитку досліджень та розработок в області металургічної магнітної гідродинаміки», 1998
- «Розробка космічної МГД-технології отримання литих монотектичних сплавів з тонкодисперсною структурою», 2000 (співавтор)
- «Застосування електромагнітних впливів на металічні розплави при отриманні сплавів та формуванні заготовок й виробів», 2003.

Серед патентів: «Електромагнітний заливальний пристрій», 2017, співавтори Погорський Віктор Костянтинович, Фікссен Владислав Миколайович, Ященко Олександр Віталійович.